# فرديناندو غالياني
فرديناندو غالياني (2 ديسمبر 1728، كييتي، مملكة نابولي – 30 أكتوبر 1787، نابولي، مملكة نابولي) اقتصادي إيطالي، وشخصية إيطالية بارزة في عصر التنوير. أشار إليه فريدريك نيتشه على أنه «أكثر الأذكياء دقةً وصعوبة» و«الأكثر عمقًا وتميزًا وربما أيضًا أقذر رجل في جيله».

## السيرة الذاتية
ولد في كييتي، وتلقى تعليمه بعناية على يد عمه، المونسنيور سيليستينو غالياني، في نابولي وروما بهدف دخول الكنيسة. أظهر غالياني إمكانات واعدة في وقت مبكر كخبير اقتصادي، وأكثر من ذلك كشخص ذكي. بحلول سن الثانية والعشرين، بعد أن تلقى الأوامر، كان قد أنتج عملين أصبح من خلالهما اسمه معروفًا على نطاق واسع خارج حدود نابولي. أولهما هو ديلا مونيتا، وهو بحث عن العملات المعدنية يظهر فيه مؤيدًا قويًا للمذهب التجاري، يتناول العديد من جوانب مسألة التبادل التجاري، ولكن دائمًا مع إشارة خاصة إلى حالة الفوضى التي سببها النظام النقدي للحكومة النابولية.
الآخر هو راكولتا في مورتي ديل بويا، كان سببًا لشهرته كفكاهي، وكان له شعبية كبيرة في الأوساط الأدبية الإيطالية في نهاية القرن الثامن عشر. في هذا المجلد سخر غالياني، في سلسلة من الخطابات حول وفاة الجلاد العام، من أساليب كتّاب نابولي في ذلك الوقت. جذبت معرفة غالياني السياسية وصفاته الاجتماعية انتباه الملك تشارلز ملك نابولي وصقلية (بعدها تشارلز الثالث ملك إسبانيا) ووزيره الليبرالي برناردو تانوتشي، وفي عام 1759 عُين غالياني أمينًا لسفارة نابولي في باريس. شغل هذا المنصب لمدة عشر سنوات، عندما عاد إلى نابولي وعين مستشارًا لمحكمة التجارة، وفي عام 1777 مديرًا لللشؤون الملكية.
تركزت أعمال غالياني المنشورة على مجال العلوم الإنسانية وكذلك العلوم الاجتماعية. ترك عددًا كبيرًا من الرسائل التي لا تتعلق أهميتها بالسيرة الذاتية فحسب، بل إنها مهمة أيضًا بسبب إلقائها الضوء على الخصائص الاجتماعية والاقتصادية والسياسية لأوروبا في القرن الثامن عشر. ترجع سمعته الاقتصادية بشكل أساسي إلى كتابه المكتوب بالفرنسية والذي نشر عام 1769 في باريس، ألا وهو «حوارات حول تجارة القمح». أسعد هذا العمل، من خلال أسلوبه الخفيف والممتع، وذكائه المفعم بالحيوية، فولتير الذي وصفه بأنه تقاطع بين أفلاطون وموليير. يقول جوزيبي بيكيو إن المؤلف تعامل مع موضوعه القاحل كما فعل فونتينيل مع دوامات ديكارت، أو كما فعل الغاروتي مع النظام النيوتوني العالمي. كان السؤال المطروح هو حرية تجارة الذرة، التي كانت مضطربة كثيرًا، وعلى وجه الخصوص، سياسة المرسوم الملكي لعام 1764، الذي سمح بتصدير الحبوب طالما لم يصل السعر إلى مستوى معين. والمبدأ العام الذي يؤكد عليه هو أن أفضل نظام فيما يتعلق بهذه التجارة هو عدم وجود نظام — فالدول لديها ظروف مختلفة مما يتطلب، وفقًا له، أساليب مختلفة في المعالجة. ورأى بشكل مشابه، لفولتير وحتى بيترو فيري، أن دولة ما لا يمكن أن تكسب شيئًا دون خسارة آخر، ودافع في أطروحته السابقة عن عمل الحكومات في تخفيض قيمة العملة. واصل غالياني، حتى وفاته في نابولي، مراسلاته مع أصدقائه الباريسيين القدامى، ولا سيما لويز دي أوشبيناي؛ نُشرت في عام 1818.
انظر في كتاب لاباتي غالياني، لمؤلفه ألبرتو مارغيري (1878)، ومراسلاته مع تانوتشي في كتاب غيامبيترو فيوسيو أرشيف ستوريكو (فلورنسا، 1878).